# Loi de programme relative à la gestion durable des matières et déchets radioactifs
La loi du 28 juin 2006 de programme relative à la gestion durable des matières et déchets radioactifs, promulguée sous le gouvernement Villepin (UMP), modifie le cadre juridique établi par la loi Bataille de 1991.  

## Évaluation du coût et du financement du démantèlement d'installations nucléaires et de la gestion des déchets
La loi précise les modalités d'évaluation du coût du stockage des déchets radioactifs, du montant des provisions à constituer par les producteurs de déchets ainsi que les moyens de contrôle, et institue la Commission nationale d’évaluation du financement des charges de démantèlement des installations nucléaires de base et de gestion des combustibles usés et des déchets radioactifs (CNEF), avec la responsabilité d'assurer le contrôle des provisions des producteurs de déchets.
La réévaluation des provisions est réalisée tous les trois ans, avec une mise à jour annuelle si nécessaire. Le coût du stockage est évalué par l'Andra qui fournit une estimation au ministre. La conversion de ce coût en provisions à passer au bilan des producteurs de déchets est réalisée par leurs commissaires aux comptes. La constitution du panel d'actifs destiné à la couverture des charges de démantèlement et de gestion des déchets radioactifs devra être réalisée dans un délai de 5 ans après la promulgation de la loi.
La loi a fait l'objet d'un décret d'application en 2007.

## Applications dérogatoires
L'organisme de contrôle, le CNEF, n'a pas exercé ses fonctions avant 2011. Confrontés à la crise des marchés financiers induisant des taux de rendements inférieurs à ceux initialement prévus, et à des besoins de financement complémentaires, les exploitants (CEA, EDF, Areva) ont acté de mesures dérogatoires à cette loi, selon un rapport de la Cour des Comptes de 2012. Le CEA a renoncé à provisionner ses frais futurs par des actifs, la date butoir pour respecter cette règle de couverture a été repoussée de 2011 à 2014 ; et une part croissante des actifs est composée de titres de filiales des exploitants, ou issus d'opérations croisées, à faible liquidité, faisant reposer in fine une part du financement sur l'État. La Cour des Comptes a recommandé que ces modalités de financement soient réexaminées.